# فطيرة سمك
فطيرة السمك هي طبق طهي يتكون من شرائح السمك أو غيرها من المأكولات البحرية المفرومة أو المطحونة ممزوجة بمكونات نشوية وتقلى حتى تصبح ذهبية اللون.